# Gaspar Yanga
Pour les articles homonymes, voir Yanga.
Gaspar Yanga (Nyanga) était le meneur d'une rébellion d'esclaves au Mexique au début de la période coloniale espagnole.

## Biographie
Se disant membre d'une famille royale du Gabon, Yanga est devenu le chef d'une bande d'esclaves marrons près du Veracruz vers 1570. En s'échappant dans les montagnes, lui et ses compagnons édifièrent une petite colonie libre. Pendant plus de 30 ans celle-ci grandit, survivant en partie en capturant les caravanes qui ramenaient des marchandises au Veracruz. Pourtant, en 1609 la décision fut prise par le gouvernement colonial de mettre fin à cette aventure.